# Magazine Fort

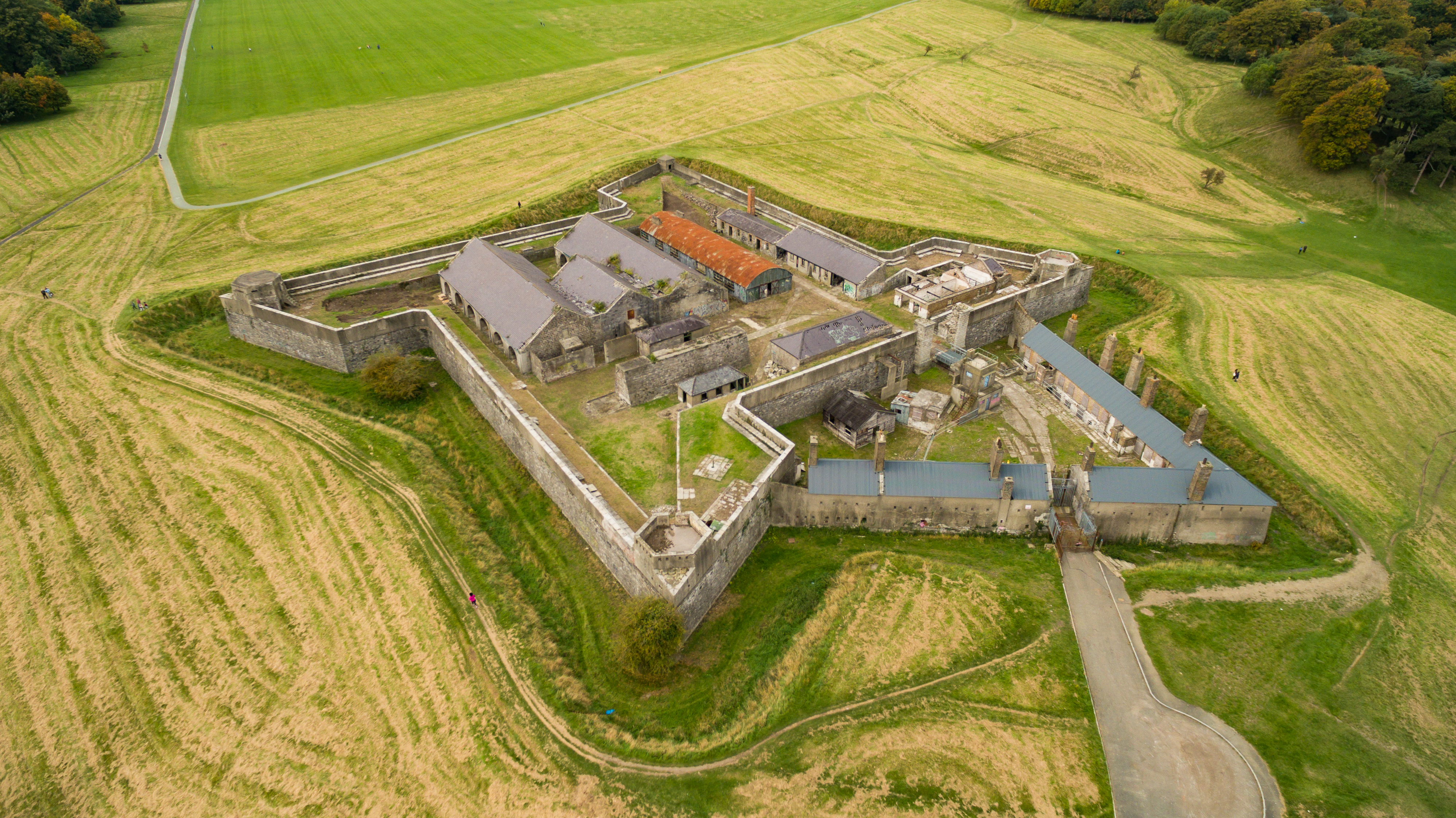
Magazin Fort von oben

Das Magazine Fort (irisch Dún na hArmlainne) ist eine ehemalige militärische Einrichtung im Phoenix Park in Dublin. Hauptsächlich wurde sie als Pulvermagazin benutzt.

## Geschichte

### Bis 1922
1611 errichtete Sir Edward Fisher ein Landhaus namens Phoenix Lodge. Nachdem Fisher sein Land an die Krone zurückübereignet hatte, diente das Haus zunächst als Sitz des Lord Deputy of Ireland. 1711 errichtete Thomas Burgh (1670–1730) eine größere sternförmige Anlage aus Erdwerken; als Lionel Sackville (1688–1765) dann ein neues Pulvermagazin errichten wollte, wählte er diesen Standort und ließ eine Anlage aus Ziegeln und Kalkstein nach den Plänen von John Corneille erbauen.
Da die Stadt zu dieser Zeit relativ arm war und es wenig gab, was wert war verteidigt zu werden, dichtete Jonathan Swift folgenden Vers über die neue Befestigungsanlage:
```
Now’s here’s a proof of Irish sense

Here Irish wit is seen

When nothing’s left that’s worth defence

We build a Magazine

                   —
Jonathan Swift, c.1737
```

### Nach 1922
Das Magazin wurde nach dem Abzug der Engländer 1922 dem Irischen Freistaat übergeben und diente den Irischen Streitkräften weiterhin als Munitionslager.
Am 23. Dezember 1939 gelang der Irisch Republikanischen Armee ein spektakulärer Überfall. Dabei wurde nahezu die gesamte Munition der Streitkräfte entwendet. Die über eine Million Schuss Munition wurden auf 13 Lastwagen abtransportiert. Die vorgesehenen Verstecke waren dafür nicht ausreichend, so dass in den nächsten Tagen ein Großteil wieder zurückerlangt wurde.
Im Jahr 1988 übergab die Armee das Gebäude dem Office of Public Works (OPW), einer Behörde zur Verwaltung des historischen Erbes Irlands und für öffentliche Arbeiten. Nach Jahren des Verfalls gab die irische Regierung im Oktober 2021 bekannt, dass das Gebäude saniert werden und für die Öffentlichkeit zugänglich gemacht werden soll.